# هوویل
هوویل (به لاتین: Hovil) یک منطقه مسکونی در جمهوری آذربایجان است که در شهرستان لریک واقع شده است. هوویل ۲۶۰ نفر جمعیت دارد.

## ریشه واژه
هو یا هی در زبان تالشی گاهی به‌معنی زمین یا مزرعه ترجمه می‌شود و ویل به‌معنی گُل است و هوویل یعنی باغچه گل.